# تأثير بجماليون

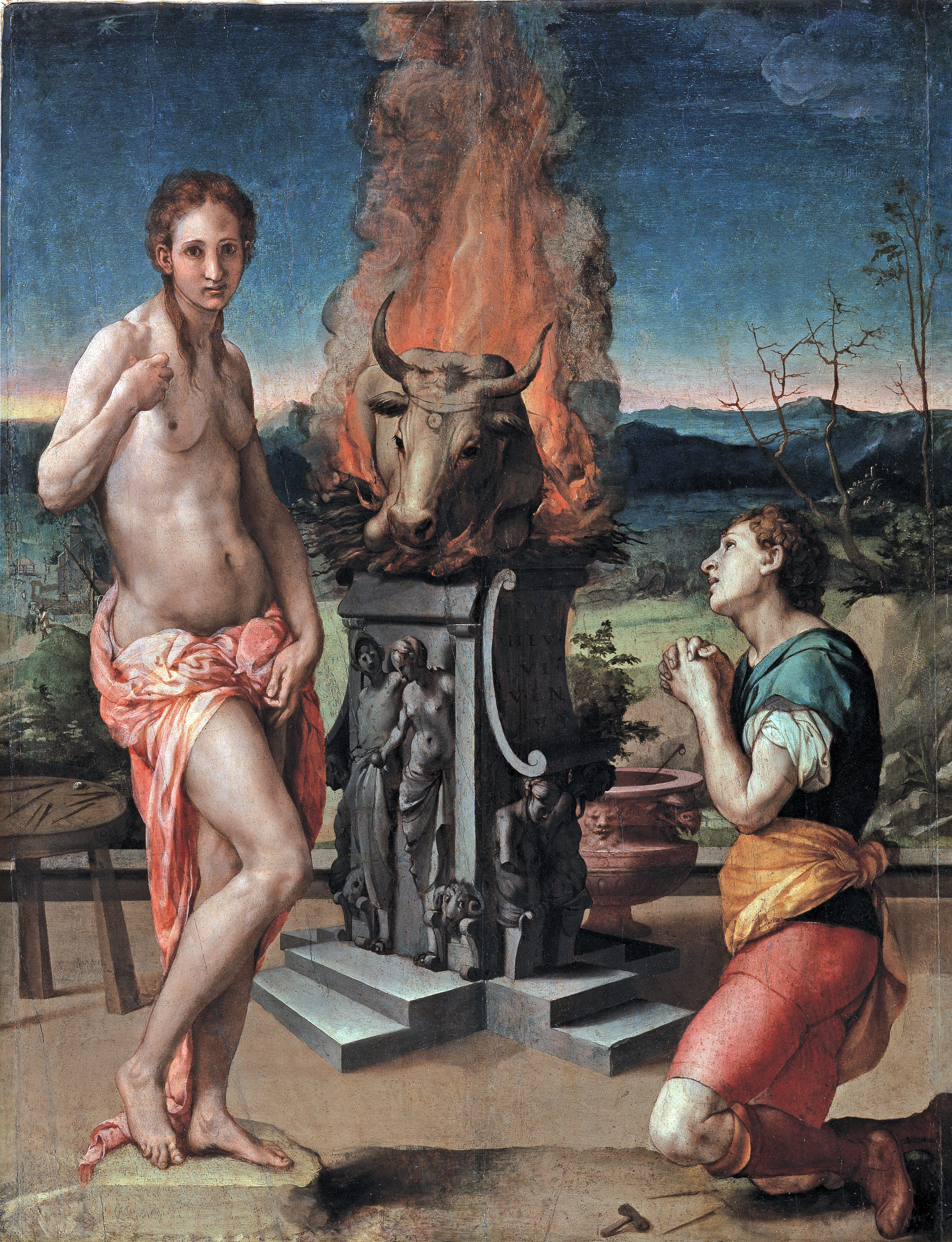

تأثير بجماليون (بالإنجليزية: Pygmalion effect)‏ ظاهرة نفسية يظهر فيها ارتفاع آداء الفرد بسبب توقعات الآخرين الإيجابية. سمي هذا التأثير نسبة إلى مسرحية بجماليون للكاتب جورج برنارد شو، مستوحيا القصة من الأسطورة الإغريقية بجماليون النحات الذي وقع في غرام التمثال الفاتن الذي نحته.
تأثير بجماليون هو شكل من أشكال "النبوءة ذاتية التحقق"، وهذا يحدث عن طريق اقتناع الأشخاص وتوقعات من حولهم بقدراتهم الإيجابية، وبالتالي يقومون بأداء أعمالهم بشكل يتماثل مع تلك التوقعات مما يسهم في تفوقهم.

## دراسة التأثير
أظهرت دراسة لعالم النفس روبرت روزنتال أنه عندما يتم إقناع المعلمين بأن أداء بعض الطلاب استثنائي، سيؤدي ذلك إلى نتائج أفضل لهؤلاء الطلاب، بالرغم من ان اختيار الطلاب كان عشوائيا من البداية. وتؤكد تلك الدراسة أن الواقع من الممكن أن يتغير بناء على توقعات وتحيزات الآخرين. ويرجح الباحثون أنه بناءً على هذه التحيزات تنشأ النبوآت ذاتية التحقق.
في مدرسة ابتدائية بكاليفورنيا تم إعطاء جميع الطلاب اختبار ذكاء IQ دون أن يعلم المعلمين بنتائجها الحقيقية. وتم اختيار عينة عشوائية (20%) من الطلاب وتقديمها للمعلمين على اساس ان «اداؤهم استثنائي» وان لهم مستقبل باهر. تم ذكر هؤلاء الطلاب بالاسم للمعلمين. وبعد انتهاء الدراسة، تم اختبار ذكاء الطلاب بنفس الاختبار الأول.
المدرسة بشكل عام شهدت ارتفاع في المعدل، ولكن الفئة التي قال الباحثون بإستثنائها لوحظ فيها ارتفاع ملحوظ دونا عن الآخرين. والسبب في ذلك ان توقعات المعلمين جعلتهم يهتموا بالطلاب «الاستثنائيين» ومساعدتهم بشكل أكبر حين يصعب عليهم التعلم، ويحدث ذلك دون وعي أو إرادة حقيقية.